# Atto di speranza
L'Atto di speranza (in latino, Actus spei) è una preghiera cristiana di tradizione cattolica, il suo nome deriva dal termine latino “spes”, che significa “tendere verso una meta”.
La catechesi cristiana insegna che la speranza si fonda sulla misericordia del Signore ed è annoverata come una delle virtù teologali che ogni fedele si attende da Dio nella vita terrena e celeste.

## Testo
spero per gratiam tuam remissionem omnium peccatorum,

et post hanc vitam aeternam felicitatem me esse consecuturum: quia tu promisisti,

qui es infinite potens, fidelis, benignus, et misericors.

In hac spe vivere et mori statuo.

Amen.»
spero dalla tua bontà,

per le tue promesse e per i meriti di Gesù Cristo, nostro Salvatore,

la vita eterna

e le grazie necessarie per meritarla con le buone opere, che io debbo e voglio fare.

Signore, che io possa goderti in eterno.»